# Pascual Jordan
Pour les articles homonymes, voir Jordan.
Pascual Jordan (né le 18 octobre 1902 à Hanovre, mort le 31 juillet 1980 à Hambourg, à l'état civil, Ernst Pascual Jordan) est un physicien théoricien allemand. Il contribua de façon décisive à la fondation de la mécanique quantique et de la théorie quantique des champs.

## Biographie

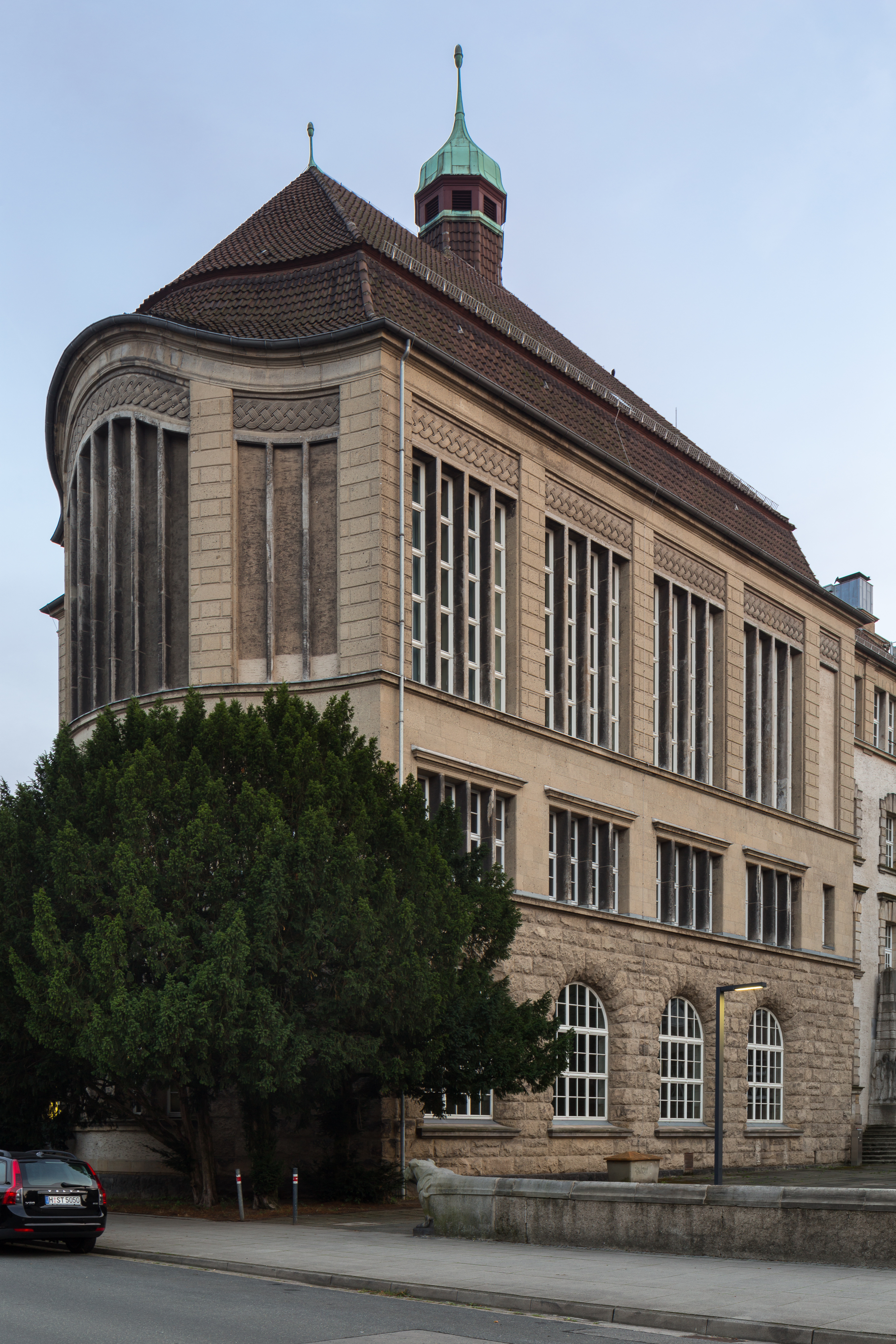
Bismarckschule de Hanovre.

Ernst Pascual Jordan est fils du peintre Ernst Pasqual Jordan (de).
Son nom dérive de son ancêtre Pascual Jorda, qui s'installe à Hanovre après les guerres de Coalitions. Après avoir obtenu le baccalauréat à la Bismarckschule de Hanovre (de), il étudie, à partir de 1921, les mathématiques, la physique et la zoologie à l'Université Gottfried Wilhelm Leibniz de Hanovre et, à partir de 1923 à l'Université de Göttingen, où il obtient un doctorat sous la direction de Max Born en 1924.
Il collabore ensuite avec Max Born, alors directeur du département de physique théorique, et son assistant Werner Heisenberg. Leurs résultats fondamentaux sont publiés en 1925 dans deux articles intitulés « Zur Quantenmechanik »,.
Dans ces articles, la formulation mathématique vient principalement de Jordan qui avait été auparavant assistant de Richard Courant (et qui avait collaboré à son livre Mathematische Methoden der Physik). À cette époque, Jordan écrit de plus un livre avec James Franck intitulé Anregung von Quantensprüngen durch Stöße.
Après son habilitation en 1926 intitulée Zur Theorie der Quantenstrahlung il est d'abord privatdozent à Hambourg, puis obtient en 1929 un poste de professeur extraordinaire à l'Université de Rostock. En 1935 il y est titularisé sur la chaire de physique théorique.
En 1933 Jordan devient membre du NSDAP et des SA. Malgré ses positions nationalistes, il n'adhère pas à des mouvements comme la Deutsche Physik. Dans son livre de vulgarisation scientifique paru en 1936 et intitulé Die Physik des XX. Jahrhunderts, il rend au contraire compte de façon détaillée de la théorie de la relativité, malgré le fait que son auteur, Einstein, était juif. Il essaya même de convaincre les nationaux-socialistes que la physique moderne est le meilleur moyen de lutte contre l'idéologie déterministe des communistes.
Nancy Greenspan, dans sa biographie de Max Born, écrit que Jordan était l'un des rares à rendre visite à James Franck et Max Born après la démission ostentatoire de Franck à la suite de la prise de pouvoir des Nazis en 1933 ; il était très offusqué de son traitement et du renvoi qui menaçait Max Born, et disait qu'il aurait pu éventuellement l’éviter s'il avait été membre du parti. Quelques jours plus tard, il y adhérait.
Son adhésion au nazisme ne lui a apparemment pas procuré d'avantages particuliers pour sa carrière professionnelle. Depuis 1939, il participe à l'effort de guerre : il travaille comme météorologue pour la Luftwaffe, ensuite dans un institut de physique de la Kriegsmarine. En 1944, il est nommé, avec l'appui de Werner Heisenberg, ordinarius à l'Université Humboldt de Berlin, où il succède à Max von Laue.
Après la fin de la seconde Guerre mondiale, son appartenance passée au parti nazi lui interdit de reprendre immédiatement une activité académique. Après la dénazification en 1947 il obtient d'abord, sur recommandation de Wolfgang Pauli, une position de professeur invité à Hambourg. Il y est titularisé en 1953 Ordentlicher Professor et y reste jusqu'à son éméritat en 1971.
Lorsque Pauli lui demande comment il avait pu écrire « de telles choses » durant le Troisième Reich, Jordan répond seulement : « pourquoi Pauli les a-t-il lues ? ». Son implication dans le national-socialisme explique probablement qu'il soit le seul des fondateurs de la mécanique quantique et de la théorie quantique des champs à ne pas avoir reçu le prix Nobel : pour Silvan S. Schweber, il est un « ...tragic unsung hero of quantum field theory ». Albert Einstein l'a proposé au prix Nobel deux fois dans les années 1920, et Eugene Wigner l'a proposé en 1979.
De 1957 à 1961, Jordan est député au Bundestag, dans la CDU. Il prend position en 1957 contre les 18 de Göttingen (et par là-même aussi contre Born et Heisenberg) sur l'armement atomique de la Bundeswehr. Il dénie alors à son mentor scientifique Max Born la capacité de jugement politique, ce qui conduit à la rupture entre eux.
Jordan est cofondateur en 1966 de l'Evangelische Notgemeinschaft in Deutschland (de) (ENiD), une association de la droite conservatrice. Il était aussi pendant de nombreuses années un membre important du Brüderlicher Kreis (de), qu'il quitte dans les années 1960 après des désaccords.

## Œuvre scientifique
Pascual Jordan élabore en 1925, avec Max Born, et sur la base des idées nouvelles d'Heisenberg, le formalisme mathématique consistant en la mécanique matricielle. Il démontre entre autres les relations de commutation canoniques de la mécanique quantique formulées par Max Born (par exemple entre l'opérateur d'impulsion et l'opérateur de position). Il établit la théorie de transformation, une formulation plus abstraite de la mécanique quantique, indépendamment de Paul Dirac,.
En 1927 il pose les fondements de la théorie quantique des champs, qu'il développe dans des travaux avec Oskar Klein, Eugene Wigner et Wolfgang Pauli.
Lors de recherches d'une extension du formalisme de la mécanique quantique, il découvre une structure mathématique connue depuis sous le nom d'algèbre de Jordan,, qui fait l'objet d'études algébriques pour elle-même. Son but était alors la construction d'un formalisme pour la mécanique quantique qui est largement indépendant des concepts de la physique classique.
Il découvre aussi en 1925, en même temps ou peut-être même avant Enrico Fermi et Paul Dirac, la statistique de Fermi-Dirac (qu'il appelle la « statistique de Pauli ») ; le manuscrit a été égaré pendant une demi-année par Max Born et n'était plus publiable ensuite. Max Born en parle dans son autobiographie et avait un sentiment de culpabilité permanent vis-à-vis de Jordan,.
Au milieu des années 1930, Jordan abandonne l'étude de la théorie quantique des champs et s'intéresse à la biologie. Ses tentatives d'y appliquer la théorie quantique ne sont pas couronnées de succès. Après la guerre, il travaille en relativité générale et sur des thèmes voisins (cosmologie physique, gravitation). Il contribue à rétablir, en Allemagne, un haut niveau de recherche dans ces domaines ; parmi ses élèves, il y a Engelbert Schücking (de), Wolfgang Kundt et Jürgen Ehlers. Lui-même travaille sur une idée de Paul Dirac concernant une constante gravitationnelle variant dans le temps dans le cadre d'une théorie scalaire-tensorielle déjà développée dans les années 1940 et présentée dans son livre Schwerkraft und Weltall de 1952. Une théorie semblable, la théorie de Brans et Dicke, a été formulée ultérieurement par Carl H. Brans et Robert Dicke. Leur étude est centrée sur une transposition du principe de Mach. Il explique la dérive des continents comme conséquence d'une théorie de l'expansion terrestre. Cette explication n'est pas acceptée.
À Hambourg, il fait de nombreuses conférences de popularisation des sciences ; aussi écrit-il, depuis les années 1930, plusieurs livres qui s'adressent à un large public.

## Prix et distinctions
- 1937 : prix Alfred Ackermann-Teubner
- 1942 : Médaille Max-Planck
- 1955 : Médaille Carl-Friedrich-Gauß
- 1967 : Prix de la Gravity Research Foundation à New Boston
- 1970 : Konrad-Adenauer-Preis der Deutschland-Stiftung (de)
- de 1963 à 1967 : président de l’Académie des sciences et des lettres de Mayence.

## Œuvres (sélection)
Ouvrages de physique
- avec Max Born, Elementare Quantenmechanik, Springer Verlag, coll. « Struktur der Materie in Einzeldarstellungen » (no IX), 1930, xi+434
- avec James Franck,  Anregung von Quantensprüngen durch Stöße, Springer Verlag 1926
- Statistische Mechanik auf quantentheoretischer Grundlage, Vieweg 1933, 2e édition 1944
- Anschauliche Quantentheorie: eine Einführung in die moderne Auffassung der Quantenerscheinungen, Springer Verlag 1936
- Die Physik des 20. Jahrhunderts, Vieweg 1936, 8e édition 1949. Rééditions sous le titre Atom und Weltall: Einführung in den Gedankeninhalt der modernen Physik, Vieweg 1956, 1960
  - Édition anglaise : Physics of the 20th Century, New York, 1944 (lire en ligne)

Ouvrages de biologie
- Die Physik und das Geheimnis des organischen Lebens, 1941. 6e édition (1948)
  - Traduction française La physique et le secret de la vie organique  (trad. André Metz  et Maurice Mareschal, préf. André George), Paris, Albin Michel, coll. « Cahiers de la collection sciences d'aujourd'hui », 1959, 253 p. (BNF 32289351, SUDOC 004545400)
- Die Herkunft der Sterne, Wissenschaftliche Verlagsgesellschaft mbH, Stuttgart 1947.
- Der Ursprung des Eiweiß-Lebens. dans : Wolfgang Dennert (Hrsg.): Die Natur - das Wunder Gottes. Bonn 1950.

Autres ouvrages
- Forschung macht Geschichte. Vittorio Klostermann, Frankfurt am Main 1954
- Schwerkraft und Weltall : Grundlagen der theoretischen Kosmologie, Brunswick, Friedrich Vieweg & Söhne, coll. « Die Wissenschaft » (no 107), 1955, 2e éd. (1re éd. 1952), viii+207 (SUDOC 031594921).
- Das Bild der modernen Physik. Stromverlag, Hamburg-Bergedorf 1947, Ullstein 1957
- Wie sieht die Welt von morgen aus?, Munich, Paul List Verlag, coll. « List-Bücher » (no 99), 1958, 174 p.
- Der Naturwissenschaftler vor der religiösen Frage. 1963, Quell Verlag 1989
- Die Expansion der Erde : Folgerungen aus der Diracschen Gravitationshypothese, Brunswick, Friedrich Vieweg & Söhne, coll. « Die Wissenschaft » (no 124), 1966, xiv+182 (SUDOC 018851479)
  - Traduction anglaise The expanding earth : some consequences of Dirac's gravitation hypothesis, Oxford, Pergamon Press, coll. « International series of monographs in natural philosophy » (no 37), 1971, xv+ 202 (ISBN 0-08-015827-7, SUDOC 014531151)
- Albert Einstein. Sein Lebenswerk und die Zukunft der Physik, Frauenfeld & Stuttgart, Huber & CoAG, coll. « Wirkung und Gestalt » (no 6), 1969, 302 p.
- Schöpfung und Geheimnis. Antworten aus naturwissenschaftlicher Sicht, Oldenburg & Hamburg, Gerhard Stalling, 1971, 2e éd. (1re éd. 1970), 222 p. (ISBN 3-7979-1928-X, SUDOC 074534874)
- Begegnungen, Stalling Verlag 1976
- Die weltanschauliche Bedeutung der modernen Physik. München: Klinger Verlag 1971

Articles
- Early Years of Quantum Mechanics: Some Reminiscences. In: Mehra: The Physicists Concept of Nature. Reidel, 1973.
- Pascual Jordan Die Anfangsjahre der Quantenmechanik - Erinnerungen, Phys. Blätter, März 1975 (ursprünglich in Jagdish Mehra (Hrsg.) The physicists concept of nature, Reidel 1973)
- Über die Zukunft der Physik, Phys. Blätter, November 1970, Online
- Ergebnisse und Probleme der erweiterten Gravitationstheorie, Phys. Blätter, Dezember 1954, Online
- Dirac-Hypothese und Erdexpansion, Phys. Blätter, Oktober 1966, Online
- Über eine neue Begründung der Quantenmechanik, Nachr. Göttinger Akad.Wiss. 1926
- Über eine Klasse nicht-assoziativer hyperkomplexer Algebren, Nachr.Gött.Akad.Wiss. 1932, Jordanalgebren
- Über Verallgemeinerungsmöglichkeiten des Formalismus der Quantenmechanik, Nachr.Gött.Akad.Wiss. 1933, Jordanalgebren